# Nube de electrones

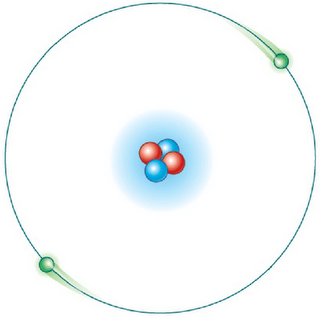
Ejemplo de la nube de electrones de un átomo con base en el Modelo atómico de Bohr

Se denomina nube de electrones, nube atómica o corteza electrónica a la parte periférica del átomo, región que rodea al núcleo atómico y en la cual los electrones están en movimiento permanente, en estados descritos por los orbitales atómicos. Los electrones poseen carga eléctrica negativa y están ligados al núcleo atómico por interacciones electromagnéticas. Según la Mecánica cuántica, los electrones en su movimiento dentro del átomo recorren distintas zonas, algunas con mayor probabilidad, que son determinadas por la forma y orientación de los orbitales atómicos que describen cada uno de los distintos estados electrónicos. La superposición de las regiones de densidad electrónica asociadas a los distintos orbitales forma la nube electrónica o periferia del átomo, de simetría esférica, y que posee un diámetro unas 10 000 veces superior respecto al correspondiente al núcleo, por lo que prácticamente representa el radio atómico. Sin embargo, posee una masa considerablemente menor a la del núcleo atómico, donde se concentra casi la totalidad de la masa atómica. La nube atómica está constituida por capas electrónicas concéntricas, cuyo número puede variar de 1 a 7, y que se designan con las letras K, L, M, N, O, P y Q